# Tityus grottoedensis
Tityus grottoedensis es una especie de escorpión de la familia Buthidae reportado en Colombia, en la cueva del Edén en Cunday, Tolima. Es el primer escorpión troglófilo descrito en Colombia. Es de color amarillo claro a castaño.